# Ulric von der Esch
Ulric Hans Fredrik Carl von der Esch, född 17 maj 1977 i Stockholm, är en svensk skådespelare, verksam inom både film, teater och tv.
Han har studerat teater i tre år vid The American Academy of Dramatic Arts i New York och har bland annat turnerat med Riksteaterns uppsättning Boeing boeing.
För tv har von der Esch bland annat medverkat i Kung Liljekonvalje av dungen (TV-film från 2013) och spelade en av huvudrollerna i SVT-serien 183 dagar. 2016 medverkade han i den brittiska tv-serien Enkel resa till Korfu (originaltitel: The Durrells).

## Filmografi
- 2006 – Sunstroke
- 2006 – Mäklarna (TV-serie)
- 2007 – Gangster
- 2007 – Letarkarlek.se
- 2007 – Underbar och älskad av alla
- 2007 – August (TV-serie)
- 2008 – Trekant
- 2009 – 183 dagar (TV-serie)
- 2010 – Kommissarie Winter (TV-serie)
- 2012 – Solsidan (TV-serie)
- 2013 – Kung Liljekonvalje av dungen
- 2013 – Maria Wern: Drömmen förde dig vilse
- 2016 – Enkel resa till Korfu (TV-serie)
- 2019 – Hidden – Förstfödd (TV-serie)